# Stefania goini
Stefania goini és una espècie de granota de la família dels leptodactílids. Es troba a la Muntanya Duida i a la Muntanya Huachamakari, a l'Estat de l'Amazones (Veneçuela), dins dels límits del Parc Nacional Duida-Marahuaca. Es desconeixen els límits de la seva distribució i la seva tendència poblacional; no sembla comuna. Viu entre les roques del rierols als cims dels tepuis. L'adult carrega a l'esquena els ous i posteriorment els capgrossos.